# Пакостов
Пакостов (слч. Pakostov) насељено је мјесто са административним статусом сеоске општине (слч. obec) у округу Хумење, у Прешовском крају, Словачка Република.

## Становништво
| Година:    | 1994. | 2004.   | 2014.   | 2024.   |
| ---------- | ----- | ------- | ------- | ------- |
| Број људи: | 503   | 495     | 463     | 434     |
| Разлика:   |       | -1,59 % | -6,46 % | -6,26 % |

| Година:    | 2023. | 2024.   |
| ---------- | ----- | ------- |
| Број људи: | 445   | 434     |
| Разлика:   |       | -2,47 % |

Према подацима о броју становника из 2024. године насеље је имало 434 становника.